# Lerista haroldi
Espèce
Lerista haroldi est une espèce de sauriens de la famille des Scincidae.

## Répartition
Cette espèce est endémique d'Australie-Occidentale en Australie.

## Étymologie
Cette espèce est nommée en l'honneur de Gregory Harold.

## Publication originale
- Storr, 1983 : Two new lizards from Western Australia (genera Diplodactylus and Lerista). Records of the Western Australian Museum, vol. 11, no 1, p. 59-62 (texte intégral).